# Leda Colombini
Leda Colombini (Fabbrico, 10 gennaio 1929 – Roma, 6 dicembre 2011) è stata una politica, attivista e sindacalista italiana.

## Biografia
Nacque in una famiglia numerosa di braccianti della campagna emiliana. Conclusi gli studi elementari intraprese il lavoro nei campi. Autodidatta di formazione, durante la seconda guerra mondiale fu, dopo l'Armistizio giovane partigiana; nel dopoguerra si iscrisse al Partito Comunista militando nell'Unione donne italiane. Inviata dal Partito nel 1948 a Milano, alla scuola di formazione dei quadri politici, vi rimase per sei mesi. Nel 1955 venne designata alla Commissione centrale femminile. Impegnata nella lotta dei braccianti, si trasferì a Roma dove nel 1970 fu eletta in consiglio comunale. 
Deputata della Repubblica nelle file del PCI per due legislature - dal 1983 al 1993 - continuò l'impegno civile al termine del secondo mandato, in difesa delle donne fragili.
Morì nel 2011 all'età di 82 anni, a causa di un ictus, all'uscita del carcere di Regina Coeli  dopo un incontro per discutere della relazione tra donne carcerate e figli.